# Rudnik Kosovo
Minjerë e Kosovës en albanais et Rudnik Kosovo en serbe latin (en serbe cyrillique : Рудник Косово) est une localité du Kosovo située dans la commune/municipalité d'Obiliq/Obilić, district de Pristina (Kosovo) ou district de Kosovo (Serbie). Selon le recensement kosovar de 2011, elle ne compte plus aucun habitant.

## Démographie

### Évolution historique de la population dans la localité
| 1948 | 1953 | 1961 | 1971 | 1981 | 1991 | 2011 |
| ---- | ---- | ---- | ---- | ---- | ---- | ---- |
| 311  | 442  | 479  | 404  | 262  | 255  | 0    |

|  |